# República Popular de Kamputxea
La República Popular de Kamputxea (PRK) fou l'estat que es va fundar a Cambodja després de la precipitada caiguda del règim de la Kamputxea Democràtica de Pol Pot. Tot i que va gaudir d'un reconeixement diplomàtic molt limitat i que va fracassar en l'intent de representar Cambodja a la seu de les Nacions Unides, la República Popular de Kamputxea fou el govern de Cambodja de facto, ans que no de iure entre 1979 i 1993.

## Història
Durant la Guerra freda el joc de poders entre l'URSS i la Xina per tenir influència en la regió va alimentar les hostilitats entre Cambodja i el Vietnam i va dur aquest últim a l'establiment del Front d'Unió Nacional per la Salvació de Kamputxea (FUNSK o KUFNS), format per cambodjans i cambodjanes descontents amb el règim dels khmers rojos de Pol Pot. Aquests esdeveniments varen conduir a la invasió de Cambodja per les forces armades del Vietnam i del front de salvació el 22 de desembre de 1978.
El nou estat fou fundat després que les institucions, les infraestructures i la classe intel·lectual foren anorreades durant quatre anys de govern del Khmer Rouge.
Derrotats, els khmers rojos varen fugir a la frontera amb Tailàndia on varen controlar els camps de refugiats fustigant a la jove república durant les 'dues dècades següents, recolzats per la Xina, els Estats Units i Tailàndia.
Aquest estat filo-soviètic va ser qualificat de "govern titella" pels khmers rojos i la Xina. Malgrat els boicots internacionals, les sancions econòmiques d'estats poderosos i la sagnant guerra civil imposada pels Estats Units i la Xina que recolzaven als khmers rojos des de la frontera amb Tailàndia, aquest estat va terminar essent més fort que els seus enemics i va reeixir a facilitar la reconstrucció de Cambodja després de la destrucció perpetrada pel règim de Pol Pot. Alguns historiadors han comparat la PRK/SOC amb la reacció termidoriana, període que va succeir als excessos del Regnat del Terror durant la Revolució Francesa.

### Transició
La República Popular de Kamputxea fou rebatejada com a Estat de Cambodja, State of Cambodia (SOC), État du Cambodge, o Roet Kampuchea en khmer, durant els darrers quatre anys de la seva existència. El canvi, en gran part cosmètic, fou part d'un intent d'atreure simpaties internacionals que no va reeixir.
Tot i així el nou estat va continuar amb els mateixos dirigents i la mateixa estructura de partit únic. Mentrestant, va tenir lloc una transició que va abocar a la restauració del Regne de Cambodja. La PRK/SOC va sobreviure com a estat d'ideologia comunista entre 1979 i 1991, any en el qual el partit únic dominant, el KPRP (Partit Revolucionari del Poble Khmer) va abandonar la seva ideologia marxista-leninista. La principal causa del canvi de trajectòria de l'estat va ser l'esfondrament del Bloc de l'Est i la retirada de les tropes de l'exèrcit del Vietnam que hi havia al país.